# Sent Alari e las Plaças
Sent Alari las Plaças (en francès Saint-Hilaire-les-Places) és un municipi francès situat al departament de l'Alta Viena i a la regió de la Nova Aquitània.

## Demografia
| 1962                                       | 1968 | 1975 | 1982 | 1990 | 1999 | 2007 |
| ------------------------------------------ | ---- | ---- | ---- | ---- | ---- | ---- |
| 842                                        | 905  | 790  | 790  | 785  | 780  | 849  |
| Des de 1962: població sense dobles comptes |      |      |      |      |      |      |

## Administració
| Període | Identitat      | Partit |
| ------- | -------------- | ------ |
| 2008-   | Louis Puydenus |        |

## Agermanaments
- Gutenstetten